# Bergerocactus emoryi
Bergerocactus emoryi là một loài thực vật có hoa trong họ Cactaceae. Loài này được (Engelm.) Britton & Rose mô tả khoa học đầu tiên năm 1909.

## Gallery

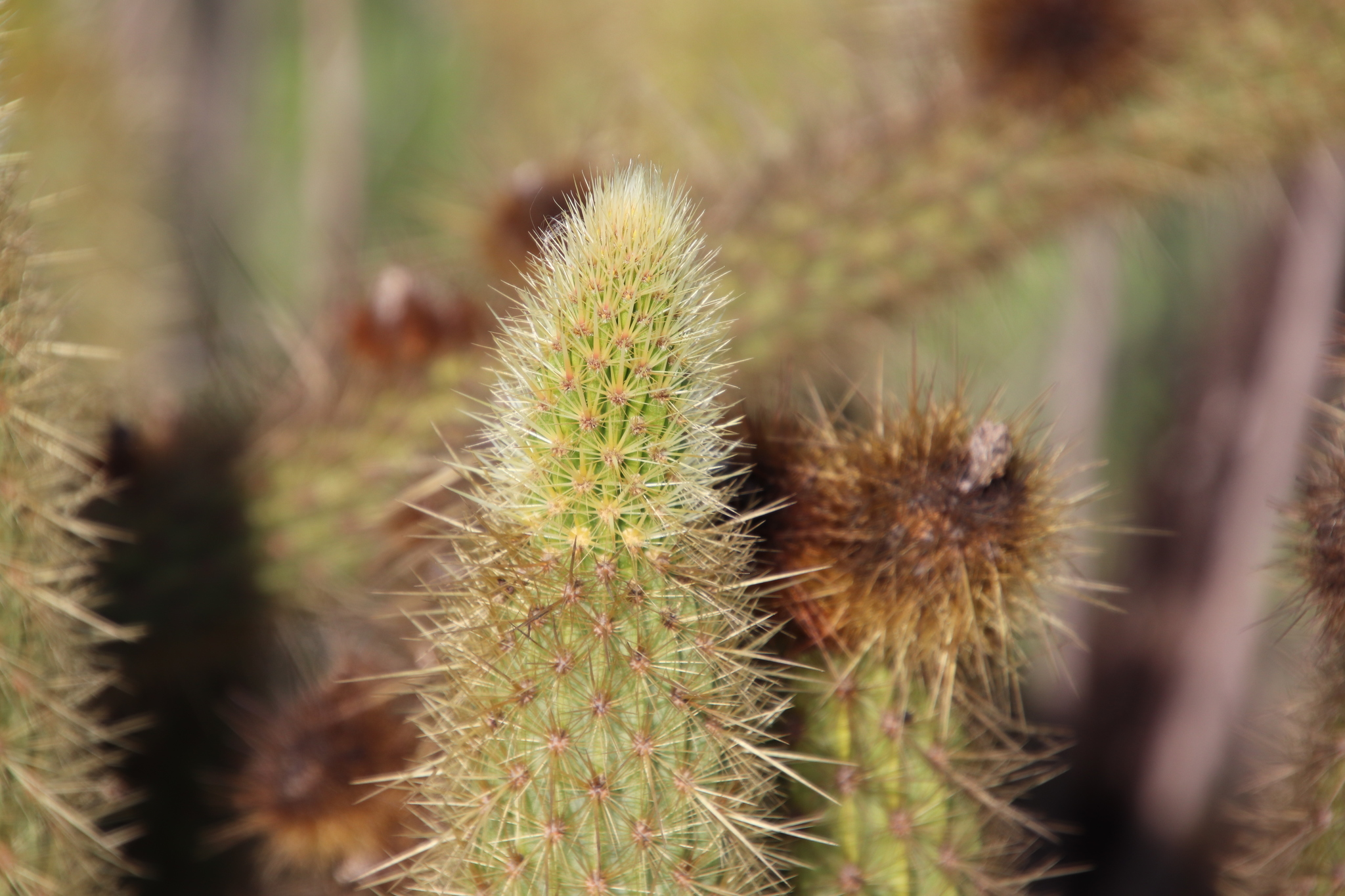
A growing stem
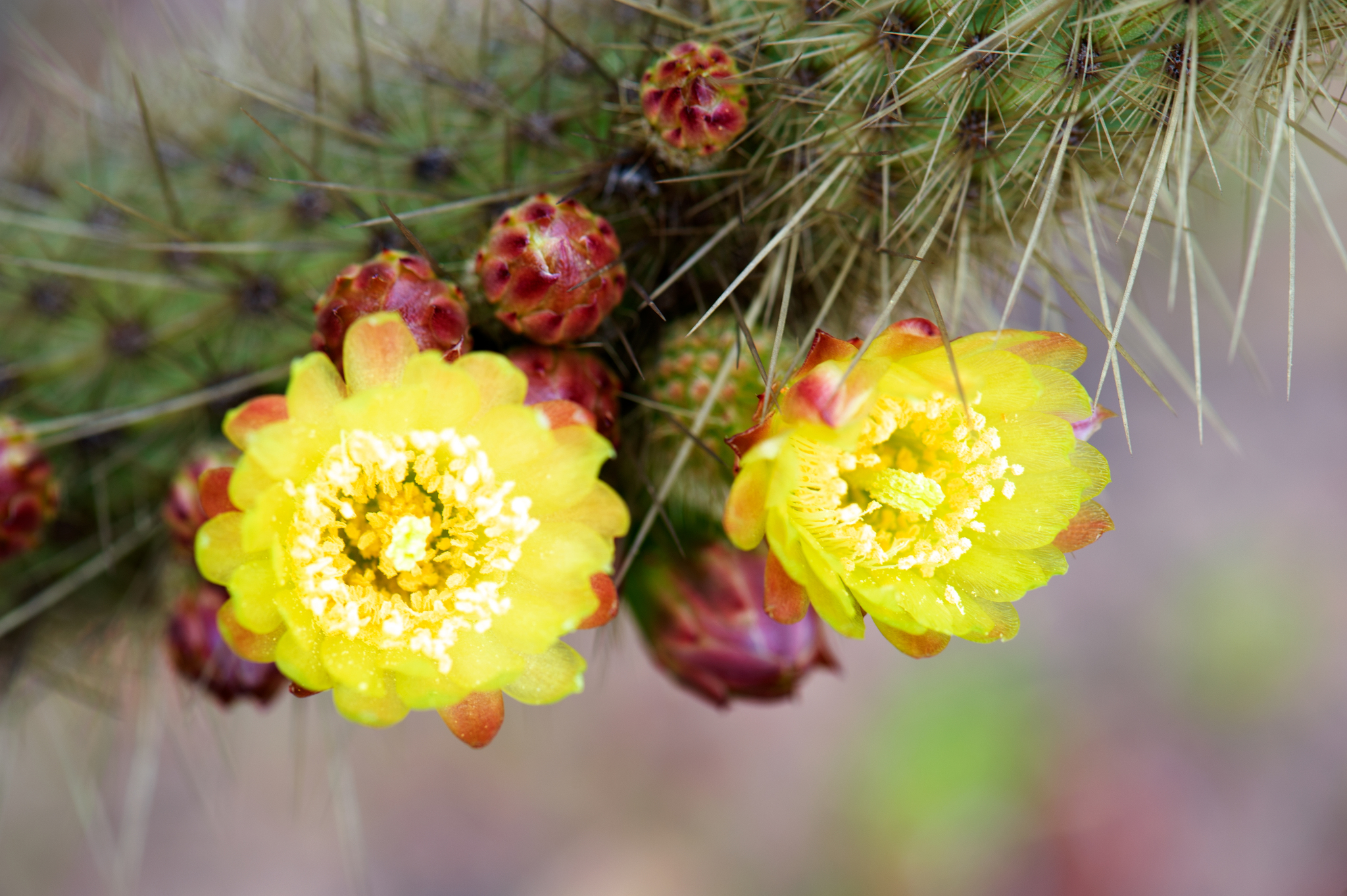
Flowers and flower buds
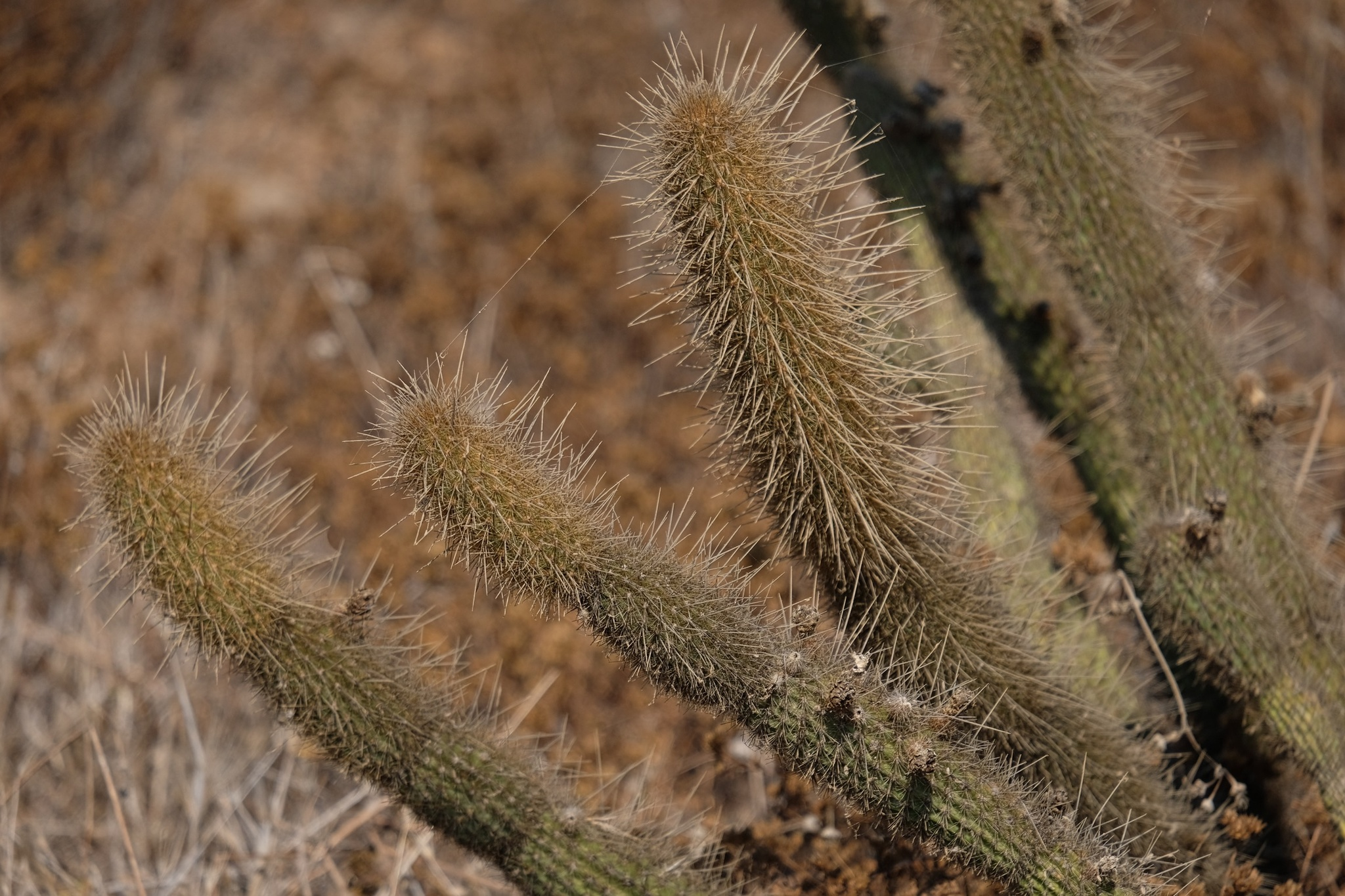
Growing in habitat
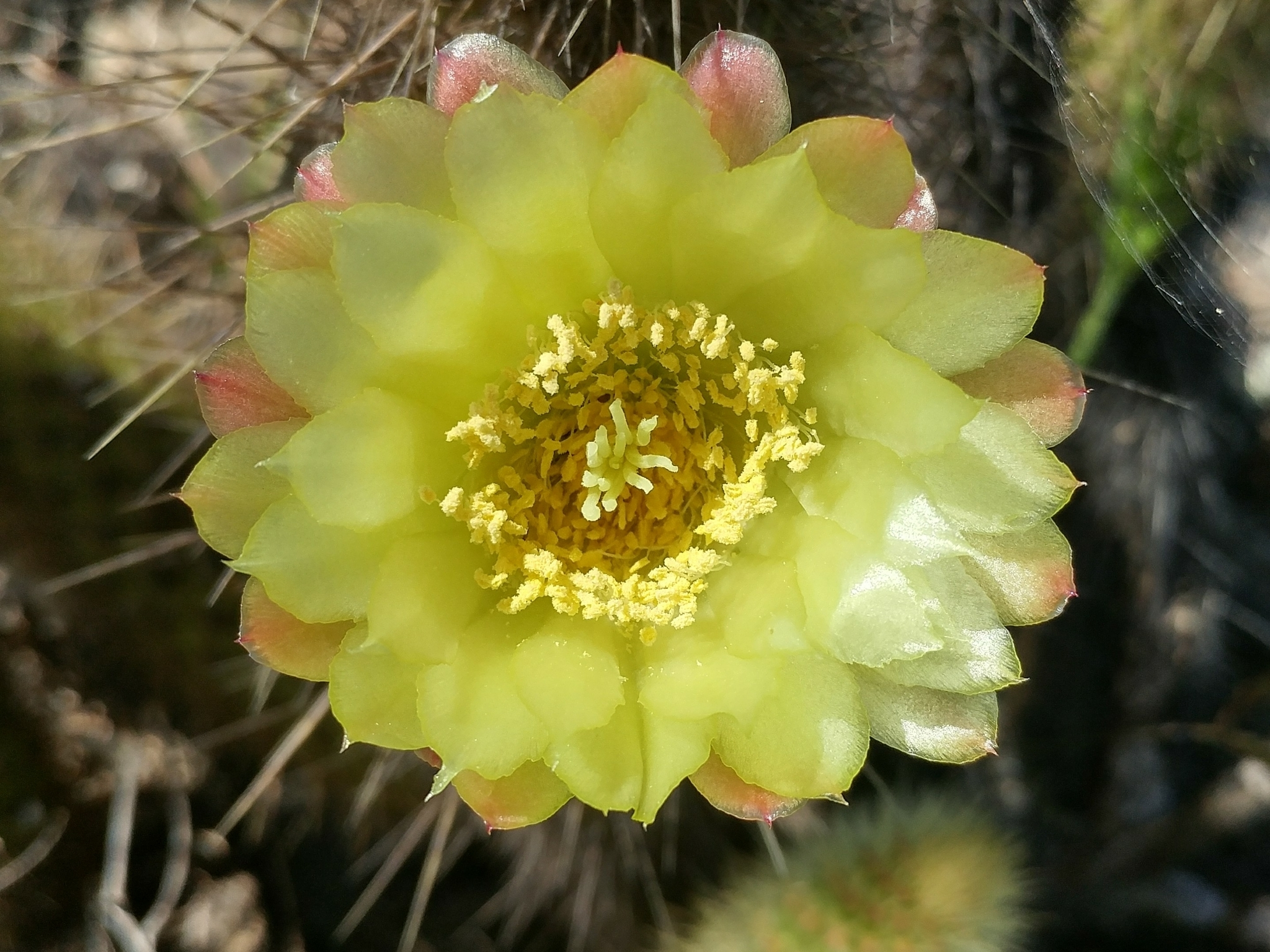
The flower
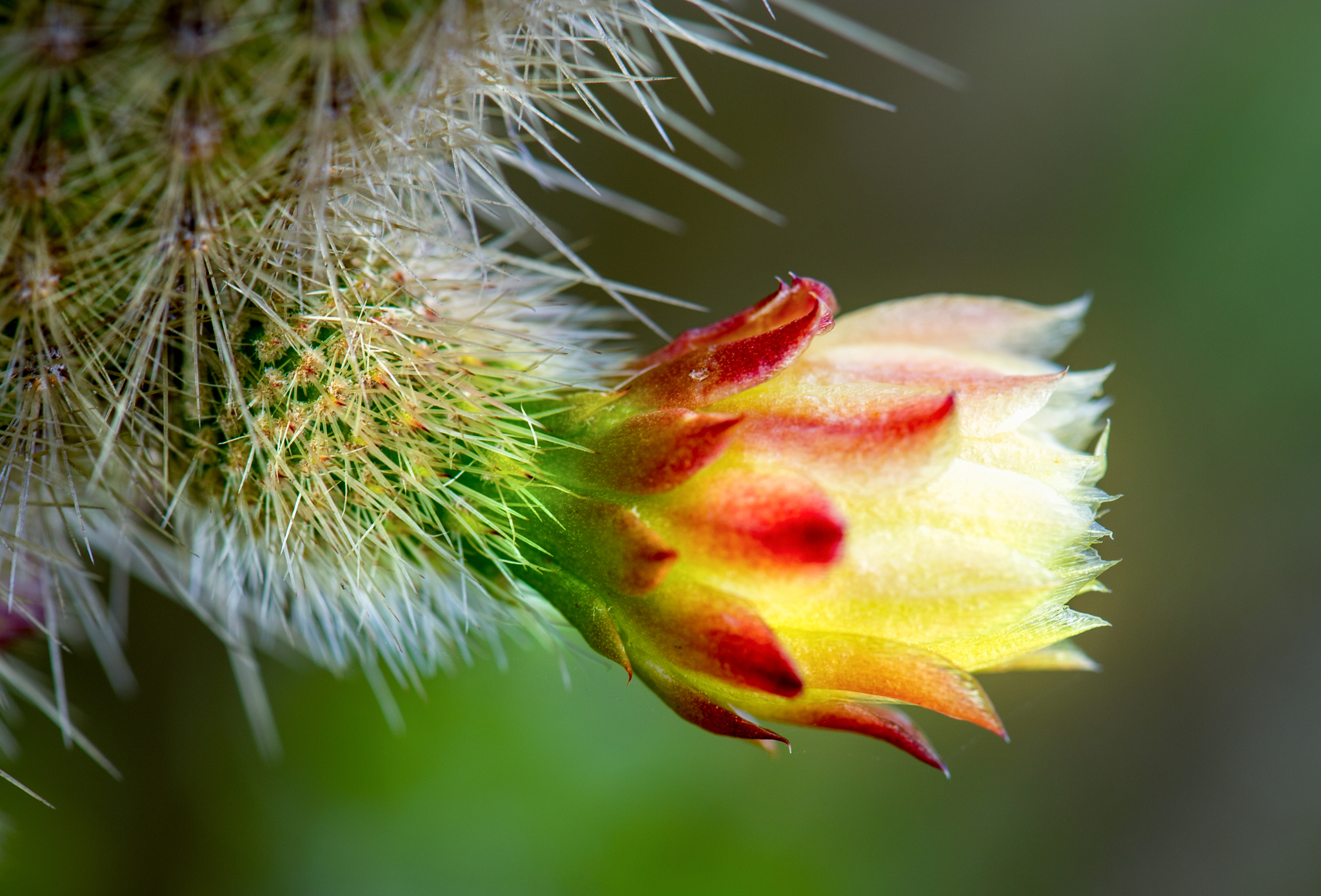
A budding flower